# 費淵
費淵（1488年—？），字汝進，號躍所，順天府大興縣富戶籍，浙江慈谿縣人，明朝政治人物。

## 生平
正德二年（1507年）丁卯科順天府鄉試第九十名舉人。嘉靖八年（1529年）中式己丑科會試第一百九十四名，登第二甲第三十九名進士。歷官太仆寺少卿，十九年九月被弹劾不称职，令致仕。

## 家族
曾祖費伯昂，贈知縣；祖父費璨，曾任通判贈大理寺左寺丞；父費鎧，曾任奉政大夫大理寺左寺丞。母任氏（贈宜人）；繼母李氏（封宜人）。永感下。弟费沐（通判）；费泗。